# 조제 호도우푸 피리스 히베이루
조제 호도우푸 피리스 히베이루(포르투갈어: José Rodolfo Pires Ribeiro, 1992년 2월 6일 ~ )는 도도(포르투갈어: Dodô)라고도 알려져있는 브라질의 축구 선수다. 현재 아틀레치쿠 미네이루에서 뛰고 있다.